# تپه کوچتوپا
تپه کوچتوپا (به انگلیسی: Cochetopa Dome) یک کوه در ایالات متحده آمریکا است که در شهرستان سگوایچ، کلرادو واقع شده‌است.